# Hancel Batalla
Hancel Batalla (n. Manta, Ecuador; 9 de noviembre de 1997) es un futbolista ecuatoriano. Juega de delantero o extremo derecho y su actual equipo es Delfín Sporting Club de la Serie A de Ecuador.

## Trayectoria
Hancel inició su carrera como futbolista en las divisiones menores del Club Deportivo La Paz y Fedeguayas, posteriormente en el 2012 pasó a las menores de Liga Deportiva Universitaria y en el 2014 logra debutar de la mano de Luis Zubeldía.

## Vida privada
Es hermano menor del también futbolista, César Batalla.

## Estadísticas

### Clubes
Actualizado al último partido disputado el 15 de agosto de 2025.
| Club                                   | Temporada     | Liga  | Liga  | Copas nacionales | Copas nacionales | Copas internacionales | Copas internacionales | Total | Total |
| Club                                   | Temporada     | Part. | Goles | Part.            | Goles            | Part.                 | Goles                 | Part. | Goles |
| -------------------------------------- | ------------- | ----- | ----- | ---------------- | ---------------- | --------------------- | --------------------- | ----- | ----- |
| Liga Deportiva Universitaria · Ecuador | 2013          | 0     | 0     | -                | -                | -                     | -                     | 0     | 0     |
| Liga Deportiva Universitaria · Ecuador | 2014          | 27    | 1     | -                | -                | -                     | -                     | 27    | 1     |
| Liga Deportiva Universitaria · Ecuador | 2015          | 7     | 0     | -                | -                | -                     | -                     | 7     | 0     |
| Liga Deportiva Universitaria · Ecuador | 2016          | 7     | 0     | -                | -                | -                     | -                     | 7     | 0     |
| Liga Deportiva Universitaria · Ecuador | 2017          | 2     | 0     | -                | -                | 0                     | 0                     | 2     | 0     |
| Liga Deportiva Universitaria · Ecuador | Total club    | 43    | 1     | -                | -                | 0                     | 0                     | 43    | 1     |
| Manta F. C. · Ecuador                  | 2017          | 7     | 1     | -                | -                | -                     | -                     | 7     | 1     |
| Manta F. C. · Ecuador                  | Total club    | 7     | 1     | -                | -                | -                     | -                     | 7     | 1     |
| América de Ambato · Ecuador            | 2018          | 10    | 6     | -                | -                | -                     | -                     | 10    | 6     |
| América de Ambato · Ecuador            | Total club    | 10    | 6     | -                | -                | -                     | -                     | 10    | 6     |
| Técnico Universitario · Ecuador        | 2018          | 4     | 0     | -                | -                | -                     | -                     | 4     | 0     |
| Técnico Universitario · Ecuador        | Total club    | 4     | 0     | -                | -                | -                     | -                     | 4     | 0     |
| Juventud Italiana · Ecuador            | 2019          | 17    | 4     | 0                | 0                | -                     | -                     | 17    | 4     |
| Juventud Italiana · Ecuador            | Total club    | 17    | 4     | 0                | 0                | -                     | -                     | 17    | 4     |
| Atlético Santo Domingo · Ecuador       | 2019          | 8     | 0     | 0                | 0                | -                     | -                     | 8     | 0     |
| Atlético Santo Domingo · Ecuador       | 2020          | 16    | 2     | 0                | 0                | -                     | -                     | 16    | 2     |
| Atlético Santo Domingo · Ecuador       | Total club    | 24    | 2     | 0                | 0                | -                     | -                     | 24    | 2     |
| Cumbayá F. C. · Ecuador                | 2021          | 11    | 2     | 0                | 0                | -                     | -                     | 11    | 2     |
| Cumbayá F. C. · Ecuador                | 2022          | 21    | 0     | 1                | 0                | -                     | -                     | 22    | 0     |
| Cumbayá F. C. · Ecuador                | 2023          | 22    | 6     | 0                | 0                | -                     | -                     | 22    | 6     |
| Cumbayá F. C. · Ecuador                | Total club    | 54    | 8     | 1                | 0                | 0                     | 0                     | 55    | 8     |
| Aucas · Ecuador                        | 2024          | 18    | 1     | 1                | 0                | 1                     | 0                     | 20    | 1     |
| Aucas · Ecuador                        | Total club    | 18    | 1     | 1                | 0                | 1                     | 0                     | 20    | 1     |
| Delfín S. C. · Ecuador                 | 2025          | 15    | 2     | 1                | 0                | 0                     | 0                     | 16    | 2     |
| Delfín S. C. · Ecuador                 | Total club    | 15    | 2     | 1                | 0                | 0                     | 0                     | 16    | 2     |
| Total carrera                          | Total carrera | 192   | 25    | 3                | 0                | 1                     | 0                     | 196   | 25    |
| 1. 2.                                  |               |       |       |                  |                  |                       |                       |       |       |

## Palmarés

### Campeonatos nacionales
| Título             | Club          | País    | Año  |
| ------------------ | ------------- | ------- | ---- |
| Serie B de Ecuador | Cumbayá F. C. | Ecuador | 2021 |